# Ceiba de San Francisco

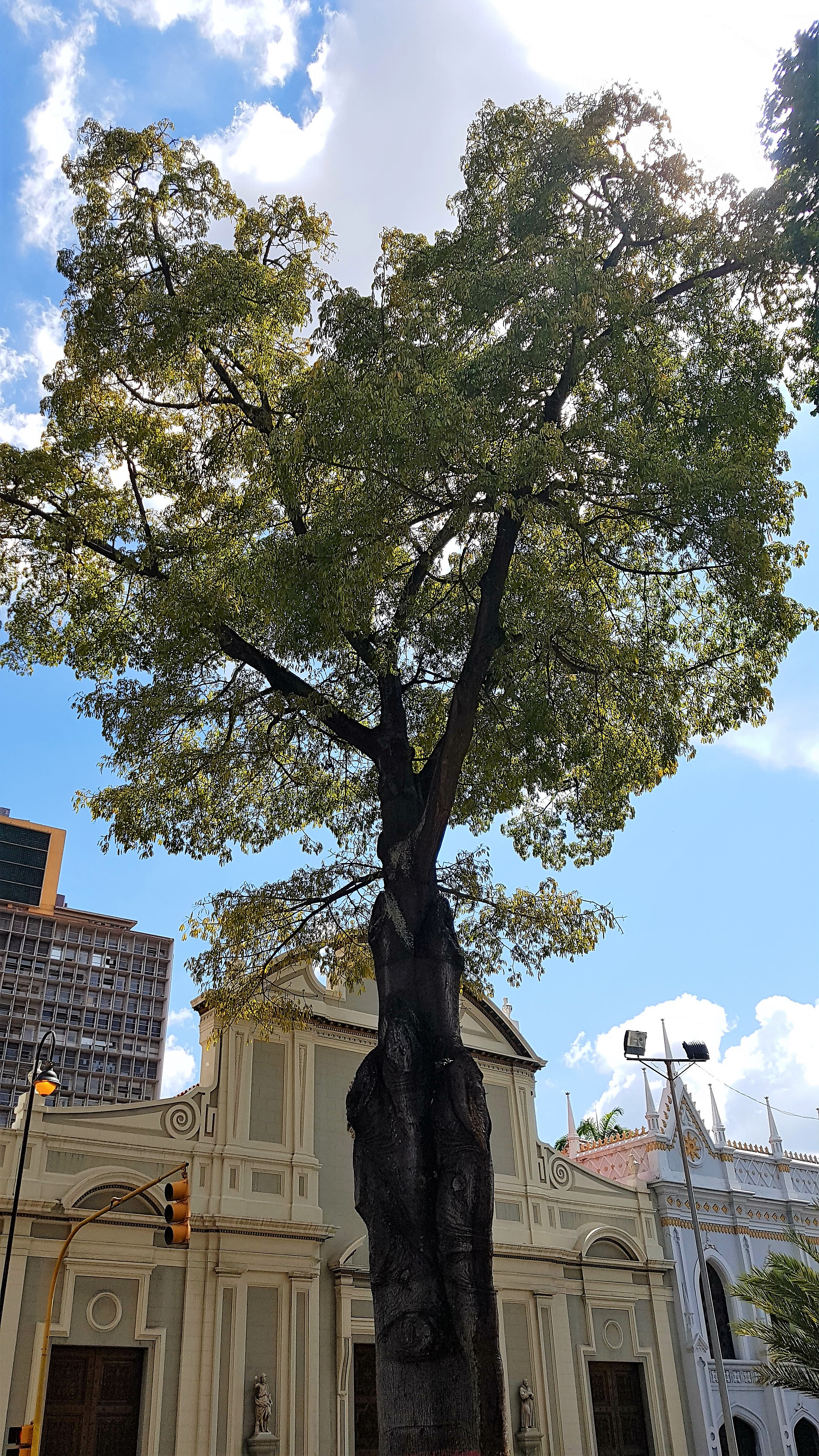
Imagen de la ceiba, al frente de la iglesia homónima.

La Ceiba de San Francisco es un árbol que se encuentra al frente de la Iglesia de San Francisco en Caracas, Venezuela. Se caracteriza por ser uno de los hitos más llamativos de la ciudad y ligado a la historia de la misma, con un tiempo de vida originado a mediados del siglo XIX. El árbol está ubicado a cien metros de la Plaza Bolívar, el lugar de fundación de la ciudad.

## Historia
No se sabe con exactitud cuál fue el motivo y la identidad de su sembrador, al respecto existen varias hipótesis. La que mejor se sustenta en la creencia popular es que la ceiba fue sembrada en 1866, por la hija de Vicente Manzo, funcionario de la Policía de Caracas para ese entonces. La niña regaba la semilla constantemente hasta que cobró cuerpo. Ya para 1870, según una fotografía tomada en ese año, el árbol ya mostraba tres metros de altura, teniendo a la iglesia como fondo. Había sido plantada en el contexto de un paseo entre el antiguo Convento de las Carmelitas —luego derribado para dar paso al Palacio Federal Legislativo— y el Palacio de las Academias y la iglesia. En 1873 erigieron a su lado una estatua del entonces presidente Antonio Guzmán Blanco, apodada El Saludante, siendo la misma derribada cinco años después. 
Así como la versión arriba referida, existe otra historia sobre sus orígenes, que aseguran que Simón Bolívar, al término de la Campaña Admirable en 1813, recibió el título de Libertador bajo la sombra del árbol, aunque esta anécdota es improbable ya que la ceiba no habría existido en aquella fecha.
Durante el gobierno de Guzmán Blanco, se rodeó el tronco del árbol con una defensa de cal y canto con instalaciones de madera para servir de escritorio y recadero para los comerciantes y corredores que laboraban originariamente en la Esquina La Bolsa, al momento de resgistrar sus transacciones. Este hecho sirvió de inspiración para el actual logotipo de la Bolsa de Valores de Caracas, el cual presenta un dibujo del árbol en primer plano, con la iglesia de San Francisco y el Palacio de las Academias al fondo.
La ceiba fue declarada Patrimonio Natural en el 2001. Hoy tiene cerca de 35 metros de altura, ha sufrido podas con el tiempo y está dentro de un separador vial construido en la Avenida Universidad.